# معبد السليماني

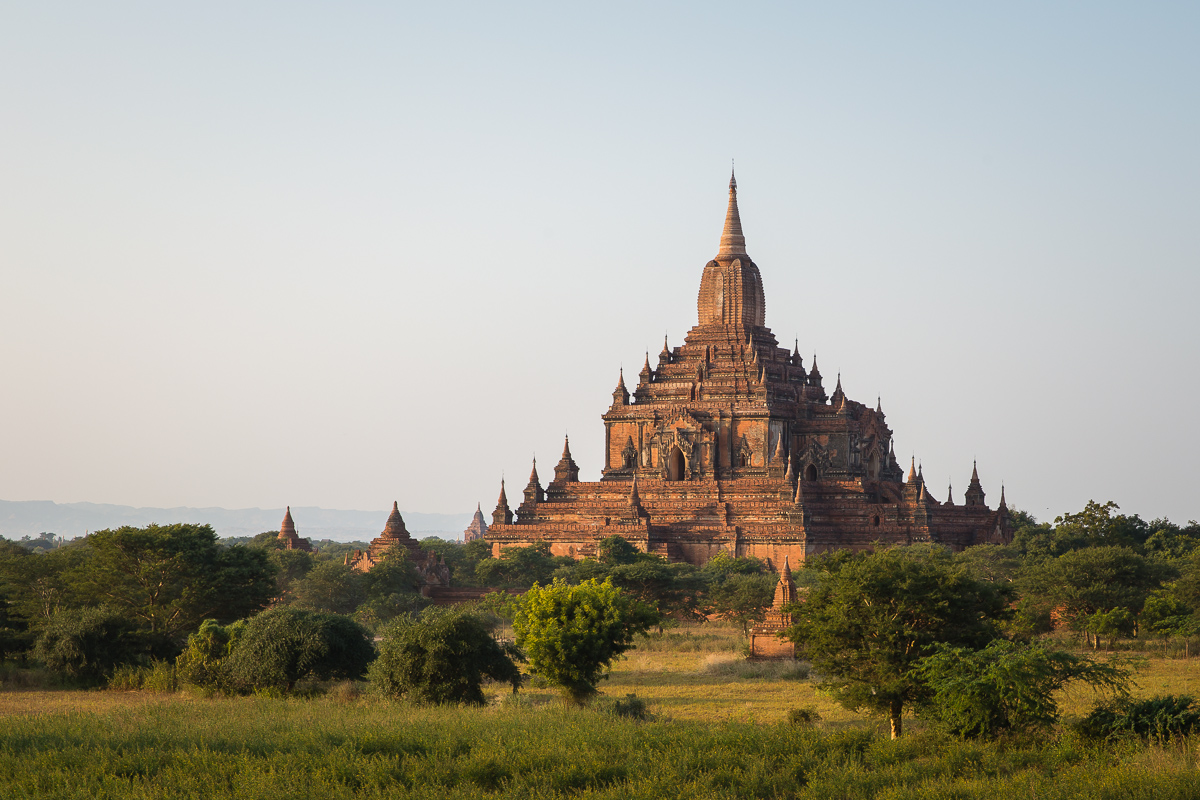
معبد السليماني

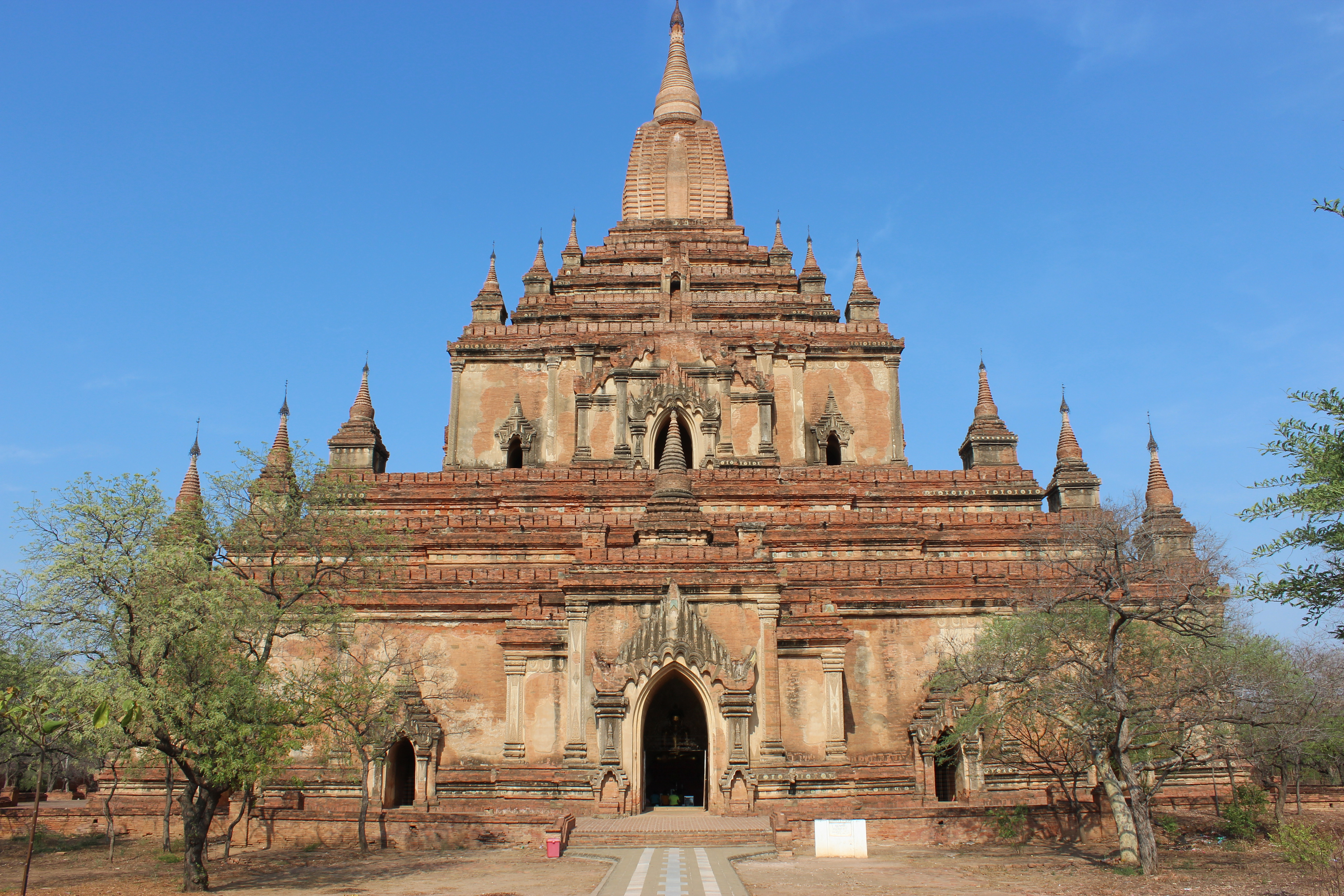
صورة مقربة للمعبد

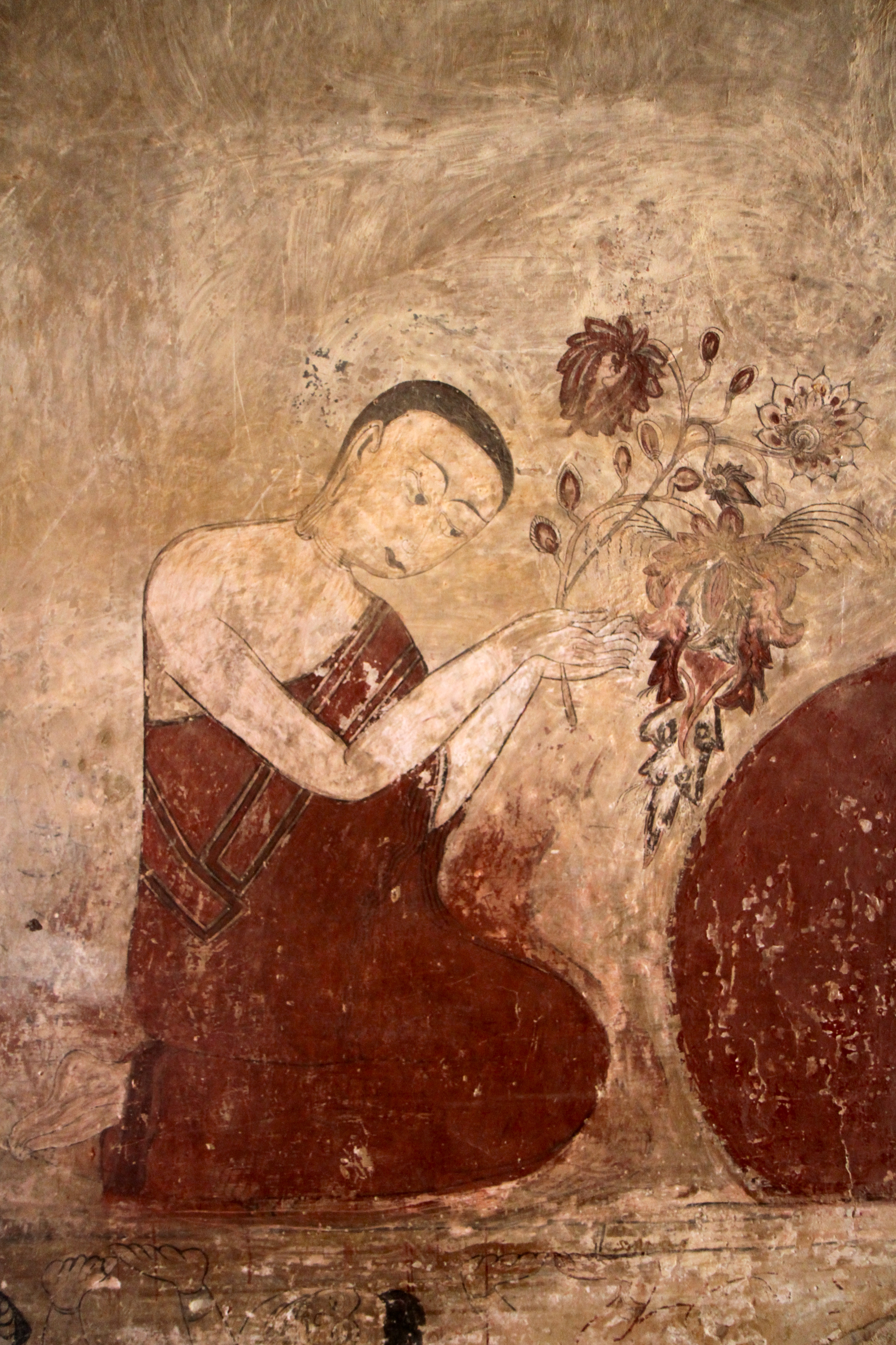
معبد السليماني تصوير جصي

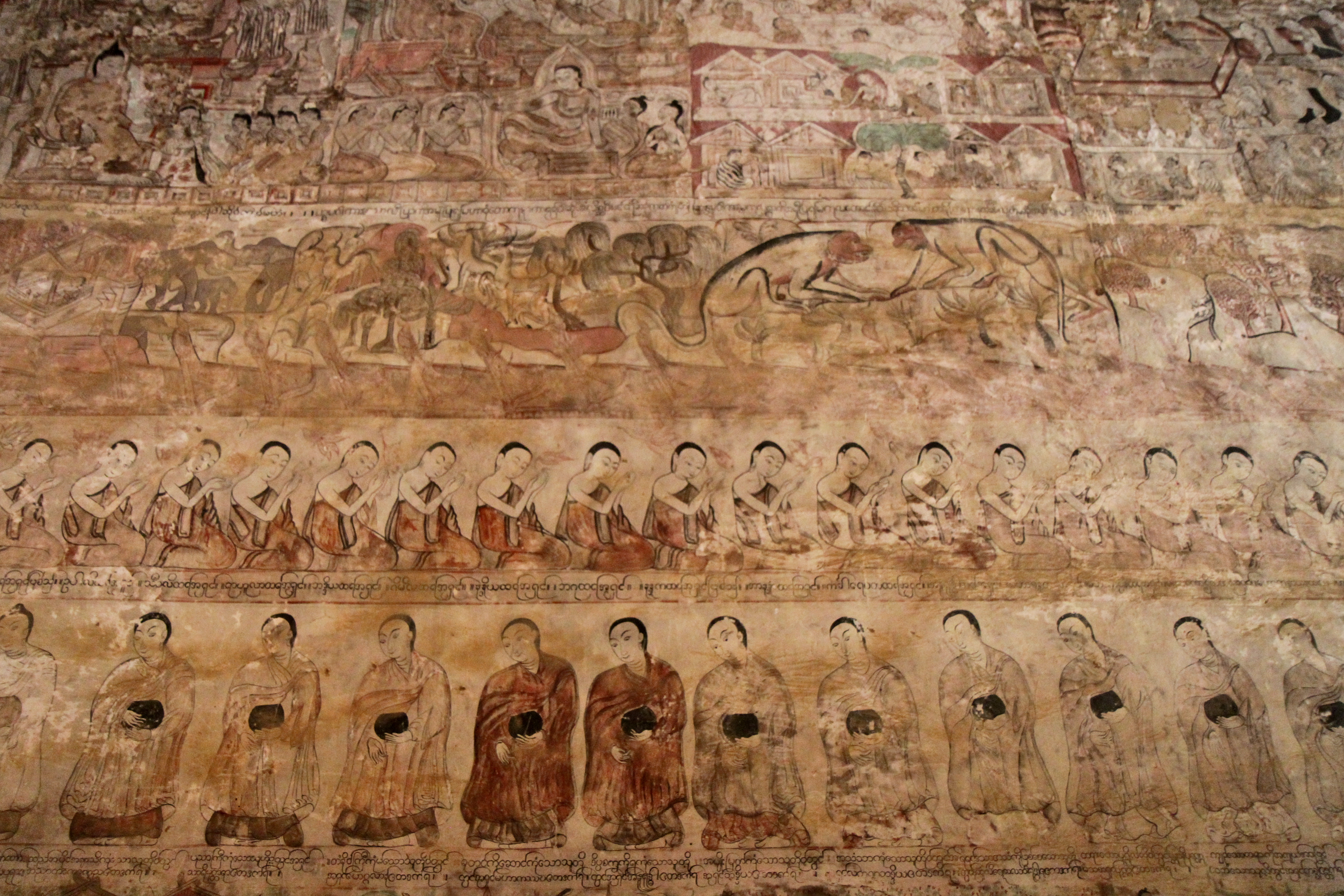
فريسكو معبد السليماني

معبد السليماني (بالبورمية: စူဠာမဏိဘုရား)‏ هو معبد بوذي يقع في قرية مينانثو (جنوب غرب باغان) في بورما. وهو أحد أكثر المعابد زيارةً في باغان.
بناه الملك ناراباتيسيثو في عام 1183، وهو مشابه لمعبد ثاتيبينيو في التصميم. يُظهر معبد السليماني أيضًا تأثيرًا من معبد دامايانغي، وكان نموذجًا لمعبد هيتلومينلو.
تم ترميم معبد السليماني بعد زلزال عام 1975، باستخدام الطوب والحجر مع اللوحات الجدارية في داخل المعبد. أعيد بناء المعبد في عام 1994.